# Crenicichla jegui
Crenicichla jegui är en fiskart som beskrevs av Ploeg, 1986. Crenicichla jegui ingår i släktet Crenicichla och familjen Cichlidae. Inga underarter finns listade i Catalogue of Life.